# Chargey-lès-Port
Chargey-lès-Port é uma comuna francesa na região administrativa de Borgonha-Franco-Condado, no departamento de Alto Sona. Estende-se por uma área de 13,05 km². Em 2010 a comuna tinha 243 habitantes (densidade: 18,6 hab./km²).